# Rangeley (Maine)
Rangeley es un pueblo ubicado en el condado de Franklin en el estado estadounidense de Maine. En el Censo de 2010 tenía una población de 1.168 habitantes y una densidad poblacional de 8,11 personas por km².

## Geografía
Rangeley se encuentra ubicado en las coordenadas 44°58′10″N 70°43′29″O / 44.96944, -70.72472. Según la Oficina del Censo de los Estados Unidos, Rangeley tiene una superficie total de 144.03 km², de la cual 107.42 km² corresponden a tierra firme y (25.42%) 36.61 km² es agua.

## Demografía
Según el censo de 2010, había 1.168 personas residiendo en Rangeley. La densidad de población era de 8,11 hab./km². De los 1.168 habitantes, Rangeley estaba compuesto por el 98.37% blancos, el 0% eran afroamericanos, el 0% eran amerindios, el 0.51% eran asiáticos, el 0% eran isleños del Pacífico, el 0.6% eran de otras razas y el 0.51% pertenecían a dos o más razas. Del total de la población el 1.03% eran hispanos o latinos de cualquier raza.